# Ceramid
Ceramid je sfingolipid, derivat sfingozina, v katerem je aminoskupina sfingozina acilirana z maščobno kislino. Ceramid se v visokih koncentracijah nahaja v celičnih membranah. Predstavlja enega od gradnikov sfingomielina. Nekoč je veljalo, da imajo ceramid in drugi sfingolipidi v celični membrani le strukturno vlogo, sedaj pa velja, da imajo tudi signalno funkcijo: uravnavajo celično diferenciacijo, proliferacijo ter programirano celično smrt.

## Sintezne poti ceramida
Za tvorbo ceramida obstajajo tri poglavitne poti. Pri sfingomielazni poti encim sfingomielaza cepi sfingomielin v celični membrani in pri tem se sprošča ceramid, ki je gradnik sfingomielina. Pri sintezi de novo se ceramid tvori iz manj kompleksnih molekul. Lahko pa ceramid nastaja tudi z razpadom kompleksnih sfingolipidov, ki najprej razpadejo na sfingozin, le-ta pa se naposled uporabi v reakciji reaciliranja. Ta sintezna pot se imenuje tudi reševalna pot.

### Hidroliza sfingomielina
Hidrolizo sfingomielina katalizira encim sfingomielaza. Ker se sfingomielin eden od štirih poglavitnih fosfolipidov v plazemski membrani, pride pri tej poti nastajanja ceramida do programirane celične smrti. Raziskave so nakazale, da naj bi ionizirajoče sevanje, ki povzroči celično smrt, aktiviralo sfingomielazo v celičnih membranah in s tem povzročilo nastajanje ceramida.

### Sintezade novo
Sinteza de novo se začne s kondenzacijo palmitata in serina, pri čemer se tvori 3-keto-dihidrosfingozin. To reakcijo katalizira encim serin-palmitoil-transferaza in predstavlja hitrost omejujočo stopnjo celotne sintezne poti. Nato se 3-keto-dihidrosfingozin reducira do dihidrosfingozina, ta pa se z encimom (dihidro)ceramid-sintazo z aciliranjem pretvori v dihidroceramid. Zadnja stopnja poteče z encimom dihidroceramid-desaturazo.
Sinteza de novo poteka v endoplazemskem retikulumu. Nato se ceramid prenese do Golgijevega aparata, kjer se lahko nadalje presnovi do drugih sfingolipidov, kot sta sfingomielin in kompleksni glikosfingolipidi.

### Reševalna pot
Konstitutivni razpad sfingolipidov in glikosfingolipidov poteka v kislih celičnih razdelkih, endosomih in lizosomih. V primeru glikosfingolipidov povzročijo encimi eksohidrolaze, ki optimalno delujejo pri kislem pH-ju, postopno odcepljanje monosaharidnih enot, začenši na koncu oligosaharidne verige. Ceramid se lahko dalje hidrolizira s kislo ceramidazo do sfingozina in proste maščobne kisline; obe komponenti lahko za razliko od ceramida zapustita lizosom. Nato lahko ponovno vstopita v pot sinteze ceramida; reakcijo katalizira encim ceramid-sintaza. Ta t. i. reševalna pot naj bi bila odgovorna za biosintezo 50–90 % sfingolipidov.

## Fiziološke vloge ceramida
Ceramid je kot bioaktivni lipid vključen v razne fiziološke procese, vključno z apoptozo, zastojem celične rasti, diferenciacijo, celično staranje ter migracijo in adhezijo celic. Ceramid in njegovi presnovki naj bi bili vključeni tudi v številne patološke procese (rak, nevrodegeneracija, sladkorna bolezen, mikrobiološka patogeneza, debelost, vnetni procesi).